# Ясная Поляна (Зейский район)
Ясная Поляна — упразднённое село в Зейском районе Амурской области России. Исключено из учётных данных в 1976 году.

## География
Село располагалось у безымянного притока реки Джалта, севернее дороги Золотая Гора — Береговой, на расстоянии примерно 1 километра (по прямой) к юго-востоку от поселка Кировский.

## История
Решением Амурского исполкома от 18 мая 1976 года № 208, село Ясная Поляна исключёно из учётных данных как фактически не существующее.